# ژکی دوران
ژکی دوران (فرانسوی: Jacky Durand‎؛ زادهٔ ۱۰ فوریهٔ ۱۹۶۷) دوچرخه‌سوار اهل فرانسه است.